# Амазонская рота

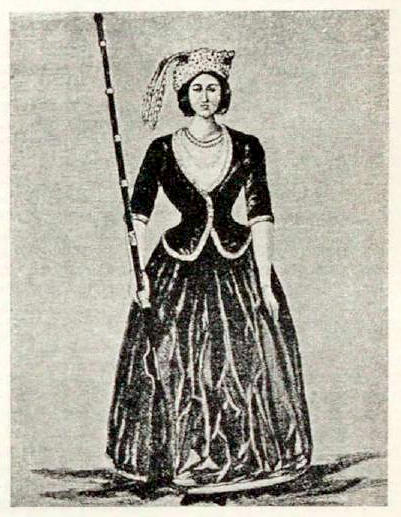
Рис. из статьи «Амазонская рота»
(«Военная энциклопедия Сытина»)

Амазо́нская рота — подразделение (рота) русской армии, которое было создано в Крыму в апреле 1787 года по приказу Григория Потёмкина для встречи императрицы Екатерины II, которая путешествовала по югу России. Название «Амазонская» рота получила потому, что целиком состояла из женщин, как и отряды мифологических женщин-воительниц.

## История Амазонской роты

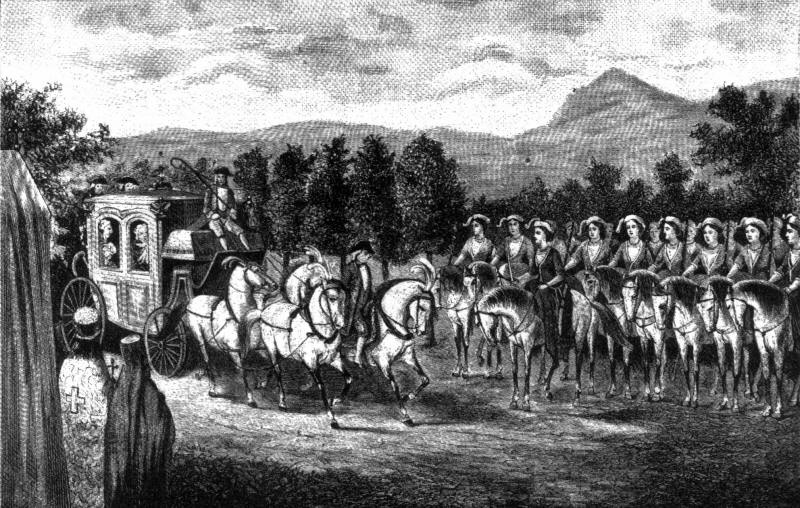
Амазонская рота встречает императрицу Екатерину II в Крыму

Весной 1787 года князь Потёмкин восхвалял храбрость греков и их жён в борьбе против турок. Государыню позабавили разговоры о храбрости женщин и она поинтересовалась у князя: «чем он может доказать выхваляемую их храбрость»? Потёмкин пообещал, что представит доказательства в Крыму, который императрица планировала посетить в мае.
Премьер-майор Балаклавского греческого полка Чапони получил из Санкт-Петербурга приказ о создании подразделения в марте 1787 года. Чапони довёл содержание полученного из столицы специального предписания до сведения капитана Сарантиса (Сарандова, согласно словарю Брокгауза и Ефрона — Сарбандову), который в свою очередь предложил своей 32-летней супруге Елене Ивановне Сарандовой возглавить роту, став её ротным капитаном. Амазонская рота была целиком составлена из ста благородных жён и дочерей балаклавских греков.
Форма «амазонок» состояла из бархатных юбок малинового цвета с бахромой и курточек зелёного цвета. И юбки, и куртки были оторочены золотым галуном. Головы были покрыты белыми тюрбанами с позолоченными блёстками и страусиным пером. Личный состав был вооружён ружьями, к которым были выданы по три патрона.
До нашего времени дошла «Записка об амазонской роте» Г. Дуси (Москвитянин, 1844 год, № 1, стр. 266—268.), в которой так описывался визит Екатерины II:

Встретить Государыню назначено было возле Греческаго селения Кадыковки, недалеко от Балаклавы. Тут устроена была аллея из лавровых деревьев, усеянная лимонами и апельсинами; в средине дорога была также усыпана лаврами; в конце аллеи, простиравшейся на четыре версты, выстроена палатка, в которой на столе приготовлено было Евангелие, крест, хлеб и соль.
Римский Император, путешествовавший с Императрицею, приехал вперед верхом — осмотреть Балаклавскую бухту, и увидя в конце аллеи Амазонскую роту, подъехал к начальнику оной, Елене Сардановой, и от восхищения поцеловал её в губы. Увидевши это, рота взбунтовалась; но предводитель оной остановил бунт, сказав, что Император не отнял у нея губ, и не оставил ей своих.
Осмотревши бухту, Римский Император возвратился к Государыне, и в Ея карете сопровождал Её вместе с Потемкиным до Кадыкова. Подъехавши к устроенной аллее, Государыня остановилась; тут встретил Её Балаклавскаго полка протоиерей Ананий с Крестом, хлебом и солью. Потемкин, вышедши из кареты, просил позволения у Государыни стрелять Амазонской роте, встретившей Её. Она запретила, и подозвав, чрез переводчика Таврено, начальника их, Сарданову, подала ей руку, поцеловала в лоб, и потрепав по плечу, сказала: «Поздравляю вас, Амазонский Капитан, — ваша рота исправна, — Я ею очень довольна». Потемкин торжественно радовался.
Не выходя из кареты, Государыня поехала в Акерман. В день Царя Константина и матери Елены Государыня была в Бакчисарае, где слушала Литургию в своей походной Церкви, и прожила во дворце два дни. Амазонский Капитан, Сарданова, имела счастие видеть Государыню и в Бакчисарае. Государыня узнала её, подала опять руку и потрепала поплечу. Из Акмечета (ныне Симферополь) прислала ей монаршее благоволение и бриллиантовый перстень в 1800 рублей….

Сама же Сарандова описывала это событие так:

Амазонская рота была составлена по ордеру Светлейшего князя Потемкина-Таврического, последовавшего на имя командира Балаклавского полка, премьер-майора Чапони и состояла из благородных жен и дочерей Балаклавских греков, в числе 100 особ, в марте-апреле месяцах 1787 года <…> Встретить Императрицу должно было близ Балаклавы у деревни Кадыковка, и рота под моим начальством была построена в конце аллеи, уставленной апельсиновыми, лимонными и лавровыми деревьями. Прежде приехал Римский Император Иосиф верхом осмотреть Балаклавскую бухту и руины древней крепости. Увидав Амазонок, он подъехал ко мне и поцеловал меня в губы, что произвело сильное волнение в роте. Но я успокоила моих подчиненных словами: «Смирно! Чего испугались? Вы ведь видели, что Император не отнял у меня губ и не оставил своих». Слово «Император» подействовало на Амазонок, которые не знали, кто был подъехавший. Осмотрев бухту и окрестности, венценосный путешественник возвратился к Императрице и уже приехал во второй раз к Кадыковке с Её Величеством и князем Потемкиным в Её карете. У Кадыковки Императрица была встречена протоиереем Балаклавского полка о. Ананием. Не выходя из кареты, Государыня подозвала меня к себе, подала руку, поцеловала в губы и, потрепав по плечу, изволила сказать: "Поздравляю Вас, Амазонский капитан! Ваша рота исправна: я ею очень довольна.

В том же году, вскоре после отбытия российской императрицы из Крыма, Амазонская рота была расформирована, а за удовольствие, доставленное Екатерине, на всю роту из ста «амазонок» была пожалована огромная по тем временам сумма в десять тысяч рублей.

## После расформирования
В сентябре 1848 года князь М. С. Воронцов (бывший наместник Кавказа) написал министру императорского двора князю Волконскому, что им получено письмо от живущей в Симферополе вдовы титулярного советника Елены Шидянской (по первому браку — Сарандова), в котором говорилось:
«что, командуя ещё в царствование императрицы Екатерины ІІ-й ротою амазонок и имев счастие представить роту ея величеству, была осыпана ея милостями, что, достигнув теперь 90 лет, лишась зрения, она хотя с того времени и не безпокоила царствовавших августейших монархов просьбами об оказании ей пособия, но, находясь в крайней бедности, просит об исходатайствовании ей от щедрот его императорскаго величества единовременнаго пособия». Уже 29 сентября по высочайшему повелению было переведено 300 рублей серебром из кабинета его величества для Е. И. Шидянской